# FEI Nations Cup 2012 (Vielseitigkeit)

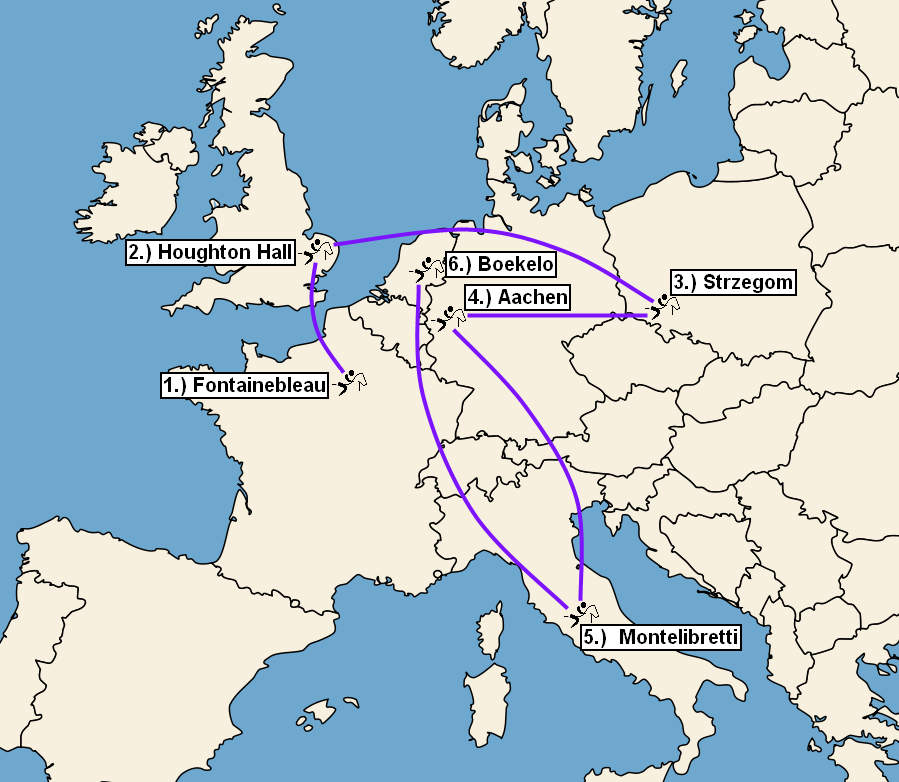
Wertungsprüfungen 2012

Der FEI Nations Cup 2012 im Vielseitigkeitsreiten (2012 FEI Nations Cup™ Eventing) war die erste Saison des Nations Cups der Vielseitigkeitsreiter. Damit wurden erstmals Nationenpreisprüfungen in der Vielseitigkeit verbunden.

## Ablauf der Turnierserie
Alle Prüfungen fanden in Europa statt, die Wertungsprüfungen waren als CICO 3* oder CCIO 3* ausgeschrieben. Die Serie erstreckte sich im Jahr 2012 vom 22. März bis zum 14. Oktober und umfasste damit die gesamte grüne Saison (Zeitraum, in dem Reitturniere witterungsbedingt außerhalb von Hallen durchgeführt werden können).
Die siegreiche Mannschaft erhielt in den Wertungsprüfungen jeweils elf Punkte, die nachfolgenden Mannschaften eine absteigende Anzahl an Wertungspunkten.
Bei den ersten Etappen schieden Mannschaften mit weniger als drei Starter, die alle Teilprüfungen bis zum Ende bestritten, aus. Diese erhielten dann auch keine Wertungspunkte. Im Laufe der Saison wurde dies geändert, die Mannschaften erhalten pro Teilnehmer, der die Prüfung nicht beendet, 1000 Minuspunkte in der Prüfung. Damit haben alle Mannschaften ein Ergebnis und erhalten Wertungspunkte für den Nations Cup.

## Die Prüfungen

### 1. Prüfung: Frankreich
Das französische Nationenpreisturnier im Vielseitigkeitsreiten findet seit 2009 in Fontainebleau statt. Im Jahr 2012 wurde das Turnier vom 22. bis 25. März 2012 ausgetragen.
Die Wertung des Concours International de Complet Officiel de Fontainebleau wurde von einem Reiter dominiert: Michael Jung. Jung setzte sich in der Dressur mit drei Pferden auf die Ränge eins bis drei. Diese Dreifachführung musste er erst im abschließenden Springen hergeben, am Ende erzielte er die Plätze eins, zwei und vier in der Einzelwertung.
Ebenso wie Jung in der Einzelwertung blieb auch die deutsche Mannschaft in allen Teildisziplinen auf dem ersten Rang. Die traditionell sehr starken Mannschaften Großbritannien und Australien traten nur mit jeweils drei Reitern an. Da Rodney Powell und Wendy Schaeffer die Prüfung nicht beendeten, platzten diese Mannschaften jedoch. Vier von sechs Mannschaften beendeten die Prüfung mit einem Wertungsergebnis.
Mannschaftswertung CICO 3*
| Platz                                                                          | Land                                                                           | Reiter und Pferde | Minuspunkte                                                                    | Minuspunkte                                                                    | Minuspunkte                                                                    | Minuspunkte                                                                    | Wertungs- punkte |
| Platz                                                                          | Land                                                                           | Reiter und Pferde | Dressur                                                                        | Gelände                                                                        | Springen                                                                       | Gesamt                                                                         | Wertungs- punkte |
| ------------------------------------------------------------------------------ | ------------------------------------------------------------------------------ | --- | ------------------------------------------------------------------------------ | ------------------------------------------------------------------------------ | ------------------------------------------------------------------------------ | ------------------------------------------------------------------------------ | ---------------- |
| 1                                                                              | Deutschland                                                                    | Michael Jung Leopin FST Andreas Ostholt Franco Jeas Andreas Dibowski FRH Fantasia Kai-Steffen Meier TSF Karascada M                                     | 37,40 43,40 45,40 63,80                                                        | 2,00 15,20 16,80 18,80                                                         | 0,00 12,00 4,00                                                                | 172,20 39,40 58,60 74,20 (86,60)                                               | 11               |
| 2                                                                              | Niederlande                                                                    | Elaine Pen Vira Tim Lips Oncarlos Merel Blom Umberto DB Andrew Heffernan Corolla                                                                        | 48,60 48,20 47,80 52,40                                                        | 6,80 11,20 16,40 14,40                                                         | 0,00 4,00 9,00                                                                 | 187,00 55,40 63,40 68,20 (75,80)                                               | 9                |
| 3                                                                              | Frankreich                                                                     | Eric Vigeanel Kalin de Burgo Donatien Schauly Ocarina du Chanois Stanislas de Zuchowicz Quirinal de la Bastide Karim Florent Laghouag Punch de L'Esques | 51,80 55,00 48,80 60,00                                                        | 3,60 7,20 30,80 52,00                                                          | 8,00 5,00 16,00 0,00                                                           | 226,20 63,40 67,20 95,60 (112,00)                                              | 8                |
| 4                                                                              | Spanien                                                                        | Carlos Díaz Iberon CP Sebastian Mateu Jurado Obelix Albert Hermoso Farras Hito CP                                                                       | 58,60 62,20 57,40                                                              | 6,00 28,40 76,80                                                               | 12,00 9,00 4,00                                                                | 314,40 76,60 99,60 138,20                                                      | 7                |
| weitere Platzierungen: Australien: ausgeschieden Großbritannien: ausgeschieden | weitere Platzierungen: Australien: ausgeschieden Großbritannien: ausgeschieden | weitere Platzierungen: Australien: ausgeschieden Großbritannien: ausgeschieden                                                                          | weitere Platzierungen: Australien: ausgeschieden Großbritannien: ausgeschieden | weitere Platzierungen: Australien: ausgeschieden Großbritannien: ausgeschieden | weitere Platzierungen: Australien: ausgeschieden Großbritannien: ausgeschieden | weitere Platzierungen: Australien: ausgeschieden Großbritannien: ausgeschieden | 0                |

Einzelwertung CICO 3*
| Rang | Reiter             | Pferd        | Mannschafts- wertung | Minuspunkte | Minuspunkte | Minuspunkte | Minuspunkte |
| Rang | Reiter             | Pferd        | Mannschafts- wertung | Dressur     | Gelände     | Springen    | Gesamt      |
| ---- | ------------------ | ------------ | -------------------- | ----------- | ----------- | ----------- | ----------- |
| 1    | Michael Jung       | Leopin FST   | ja                   | 37,40       | 2,00        | 0,00        | 39,40       |
| 2    | Michael Jung       | Sam FBW      | nein                 | 35,60       | 5,60        | 0,00        | 41,20       |
| 3    | Clayton Fredericks | Bendigo      | nein                 | 42,20       | 7,20        | 0,00        | 49,40       |
| 4    | Michael Jung       | River of Joy | nein                 | 38,00       | 4,00        | 8,00        | 50,00       |
| 5    | Elaine Pen         | Vira         | ja                   | 48,60       | 6,80        | 0,00        | 55,40       |

### 2. Prüfung: Vereinigtes Königreich
Die britische Etappe des Nations Cup 2012, die Houghton International Horse Trials, fanden vom 24. bis 27. Mai 2012 statt. Austragungsort war Houghton Hall in der Grafschaft Norfolk. Der Sieg ging mit deutlichem Vorsprung an die traditionell sehr starke britische Mannschaft.
Mannschaftswertung CICO 3*
| Platz                                                                          | Land                                                                           | Reiter und Pferde                                                                                                  | Minuspunkte                                                                    | Minuspunkte                                                                    | Minuspunkte                                                                    | Minuspunkte                                                                    | Wertungs- punkte |
| Platz                                                                          | Land                                                                           | Reiter und Pferde                                                                                                  | Dressur                                                                        | Springen                                                                       | Gelände                                                                        | Gesamt                                                                         | Wertungs- punkte |
| ------------------------------------------------------------------------------ | ------------------------------------------------------------------------------ | --- | ------------------------------------------------------------------------------ | ------------------------------------------------------------------------------ | ------------------------------------------------------------------------------ | ------------------------------------------------------------------------------ | ---------------- |
| 1                                                                              | Großbritannien                                                                 | Piggy French Jakata Sarah Cohen Treason Francis Whittington Sir Percival III Mary King Kings Temptress             | 38,10 45,90 44,10 48,20                                                        | 0,00 4,00 0,00                                                                 | 0,00 0,40 0,00 10,40                                                           | 132,50 38,10 46,30 48,10 (58,60)                                               | 11               |
| 2                                                                              | Australien                                                                     | Lucinda Fredericks Flying Finish Catherine Burrell Urzan Sam Griffiths Paulank Brockagh Wendy Schaeffer Sun Dancer | 40,10 44,40 52,50 51,90                                                        | 0,00                                                                           | 7,20 10,80 5,20 12,40                                                          | 160,20 47,30 55,20 57,70 (64,30)                                               | 9                |
| 3                                                                              | Deutschland                                                                    | Bettina Hoy Lanfranco TSF Anna Warnecke Twinkle Bee Andreas Ostholt Franco Jeas                                    | 45,60 53,70 48,20                                                              | 4,00 0,00                                                                      | 1,20 0,00 9,60                                                                 | 162,30 50,80 53,70 57,80                                                       | 8                |
| 4                                                                              | Neuseeland                                                                     | Mark Todd Campino Elizabeth Brown Attorney General Kate Wood Easy Tiger Megan Heath St. Daniel                     | 36,30 47,60 59,40 61,70                                                        | 2,00 0,00 9,00 8,00                                                            | 0,00 6,40 4,40 8,80                                                            | 165,10 38,30 54,00 72,80 78,50                                                 | 7                |
| weitere Platzierungen: Frankreich: 5. Rang Brasilien: 6. Rang Spanien: 7. Rang | weitere Platzierungen: Frankreich: 5. Rang Brasilien: 6. Rang Spanien: 7. Rang | weitere Platzierungen: Frankreich: 5. Rang Brasilien: 6. Rang Spanien: 7. Rang                                     | weitere Platzierungen: Frankreich: 5. Rang Brasilien: 6. Rang Spanien: 7. Rang | weitere Platzierungen: Frankreich: 5. Rang Brasilien: 6. Rang Spanien: 7. Rang | weitere Platzierungen: Frankreich: 5. Rang Brasilien: 6. Rang Spanien: 7. Rang | weitere Platzierungen: Frankreich: 5. Rang Brasilien: 6. Rang Spanien: 7. Rang | 6 5 4            |

Einzelwertung CICO 3*
| Rang | Reiter             | Pferd         | Mannschafts- wertung | Minuspunkte | Minuspunkte | Minuspunkte | Minuspunkte |
| Rang | Reiter             | Pferd         | Mannschafts- wertung | Dressur     | Springen    | Gelände     | Gesamt      |
| ---- | ------------------ | ------------- | -------------------- | ----------- | ----------- | ----------- | ----------- |
| 1    | Piggy French       | Jakata        | ja                   | 38,10       | 0,00        | 0,00        | 38,10       |
| 2    | Mark Todd          | Campino       | ja                   | 36,30       | 2,00        | 0,00        | 38,30       |
| 3    | Sarah Cohen        | Treason       | ja                   | 45,90       | 0,00        | 0,40        | 46,30       |
| 4    | Lucinda Fredericks | Flying Finish | ja                   | 40,10       | 0,00        | 7,20        | 47,30       |
| 5    | Selina Elliott     | Bodidily      | nein                 | 44,10       | 1,00        | 2,40        | 47,50       |

### 3. Prüfung: Polen
Die Strzegom Horse Trials, die seit Jahren eine Weltcupprüfung der Vielseitigkeitsreiter austrägt, trägt im Jahr 2012 auch eine Nationenpreisprüfung aus. Diese fand gemeinsam als Nationenpreis- und Weltcupprüfung vom 31. Mai bis 3. Juni 2012 statt.
Der Sieg ging an die deutsche Mannschaft, die auch ohne den Sieger der letzten drei Jahre in Strzegom, Michael Jung, über 30 Punkte Vorsprung zur zweitplatzierten Mannschaft hatte. Auch der Einzelsieg ging nach Deutschland, an Sandra Auffarth mit ihrem Pferd Opgun Louvo.
Mannschaftswertung CICO 3*-W
| Platz                                                  | Land                                                   | Reiter und Pferde                                                                                               | Minuspunkte                                            | Minuspunkte                                            | Minuspunkte                                            | Minuspunkte                                            | Wertungs- punkte |
| Platz                                                  | Land                                                   | Reiter und Pferde                                                                                               | Dressur                                                | Gelände                                                | Springen                                               | Gesamt                                                 | Wertungs- punkte |
| ------------------------------------------------------ | ------------------------------------------------------ | --- | ------------------------------------------------------ | ------------------------------------------------------ | ------------------------------------------------------ | ------------------------------------------------------ | ---------------- |
| 1                                                      | Deutschland                                            | Andreas Dibowski FRH Butts Avedon Elmar Lesch Lanzelot Sandra Auffarth Parancs Frank Ostholt Little Paint       | 45,60 47,80 52,20 47,20                                | 0,80 0,00 5,20 0,80                                    | 0,00 4,00 0,00 12,00                                   | 155,60 46,40 51,80 57,40 (60,00)                       | 11               |
| 2                                                      | Schweiz                                                | Eveline Bodenmüller Jiva de la Brasserie CH Patrizia Attinger Raumalpha Felix Vogg Onfire                       | 50,80 54,70 53,30                                      | 0,80 0,00 28,40                                        | 1,00 4,00 0,00                                         | 193,00 52,60 58,70 81,70                               | 9                |
| 3                                                      | Schweden                                               | Frida Andersén Herta Johan Lundin Fernet af Kreffe Tord Westergren Touch of Lyric Katrin Norling Cobio Taste xx | 55,80 54,70 52,80 50,00                                | 0,00 5,20 21,60 ausgeschieden                          | 5,00 4,00 29,00 —                                      | 228,10 60,80 63,90 103,40 (1.000,00)                   | 8                |
| 4                                                      | Niederlande                                            | Ilonka Kluytmans Canna Pride Jan van Beek Vision Florinoor Hoogland Captain Henessy                             | 44,40 55,00 54,20                                      | 4,00 39,60 40,80                                       | 0,00 8,00 16,00                                        | 262,00 48,40 102,60 111,00                             | 7                |
| weitere Platzierungen: Spanien: 5. Rang Polen: 6. Rang | weitere Platzierungen: Spanien: 5. Rang Polen: 6. Rang | weitere Platzierungen: Spanien: 5. Rang Polen: 6. Rang                                                          | weitere Platzierungen: Spanien: 5. Rang Polen: 6. Rang | weitere Platzierungen: Spanien: 5. Rang Polen: 6. Rang | weitere Platzierungen: Spanien: 5. Rang Polen: 6. Rang | weitere Platzierungen: Spanien: 5. Rang Polen: 6. Rang | 6 5              |

Einzelwertung CICO 3*-W
| Rang | Reiter           | Pferd             | Mannschafts- wertung | Minuspunkte | Minuspunkte | Minuspunkte | Minuspunkte |
| Rang | Reiter           | Pferd             | Mannschafts- wertung | Dressur     | Gelände     | Springen    | Gesamt      |
| ---- | ---------------- | ----------------- | -------------------- | ----------- | ----------- | ----------- | ----------- |
| 1    | Sandra Auffarth  | Opgun Louvo       | nein                 | 36,70       | 0,00        | 0,00        | 36,70       |
| 2    | Felix Vogg       | Maverick McNamara | nein                 | 38,10       | 0,00        | 8,00        | 46,10       |
| 3    | Andreas Dibowski | FRH Butts Avedon  | ja                   | 45,60       | 0,80        | 0,00        | 46,40       |
| 4    | Ilonka Kluytmans | Canna Pride       | ja                   | 44,40       | 4,00        | 0,00        | 48,40       |
| 5    | Elmar Lesch      | Lanzelot          | ja                   | 47,80       | 0,00        | 4,00        | 51,80       |

### 4. Prüfung: Deutschland
Die deutschen Nationenpreisturniere in fünf Disziplinen, so auch in der Vielseitigkeit, finden in Aachen statt. In der Aachener Soers werden seit 2005 Prüfungen im Vielseitigkeitsreiten ausgetragen: Im September 2005 wurde die Testprüfung für die Weltreiterspiele 2006 ausgetragen, die zwölf Monate später hier ausgetragen wurden. Seit 2007 ist der deutsche Nationenpreis im Vielseitigkeitsreiten fester Bestandteil des CHIO Aachen.
Die zweite Turnierwoche des CHIO, in der der Nationenpreis durchgeführt wird, findet 2012 vom 3. bis 8. Juli statt.
Die Dressur- und die Springprüfung der Vielseitigkeitsreiter fanden beide am Freitag, den 6. Juli 2012, statt. Nach beiden Teilprüfungen lag die Heimmannschaft in Führung, in der Einzelwertung lag die britische Reiterin Laura Collett mit ihrem 13-jährigen Wallach Rayef in Führung. In der Geländeprüfung musste die deutsche Mannschaft 20 Minuspunkte durch einen Vorbeiläufer von Ingrid Klimkes Pferd Abraxxas verzeichnen. Da aber auch die zweitplatzierte britische Equipe 11,60 Minuspunkte durch ihre Teamreiterin Emily Baldwin hinnehmen mussten, gewann die deutsche Equipe zum dritten Mal in dieser Nationenpreis-Saison.
Mannschaftswertung CICO 3*
| Platz                                                                                     | Land                                                                                      | Reiter und Pferde                                                                                                 | Minuspunkte                                                                               | Minuspunkte                                                                               | Minuspunkte                                                                               | Minuspunkte                                                                               | Wertungs- punkte |
| Platz                                                                                     | Land                                                                                      | Reiter und Pferde                                                                                                 | Dressur                                                                                   | Springen                                                                                  | Gelände                                                                                   | Gesamt                                                                                    | Wertungs- punkte |
| ----------------------------------------------------------------------------------------- | ----------------------------------------------------------------------------------------- | --- | ----------------------------------------------------------------------------------------- | ----------------------------------------------------------------------------------------- | ----------------------------------------------------------------------------------------- | ----------------------------------------------------------------------------------------- | ---------------- |
| 1                                                                                         | Deutschland                                                                               | Sandra Auffarth Opgun Louvo Dirk Schrade King Artus Michael Jung Leopin FST Ingrid Klimke FRH Butts Abraxxas      | 34,60 43,20 39,60 35,80                                                                   | 3,00 4,00 8,00 4,00                                                                       | 4,00 0,00 22,00                                                                           | 136,40 41,60 47,20 47,60 (61,80)                                                          | 11               |
| 2                                                                                         | Großbritannien                                                                            | Laura Collett Rayef William Fox-Pitt Neuf des Coeurs Francis Whittington Sir Percival III Emily Baldwin Drivetime | 30,20 42,60 49,80                                                                         | 6,00 4,00                                                                                 | 4,40 0,00 11,60                                                                           | 141,00 40,60 46,60 53,80 (61,40)                                                          | 9                |
| 3                                                                                         | Schweden                                                                                  | Ludwig Svennerstål Shamwari Niklas Jonsson First Lady Hannes Melin Gaston                                         | 40,00 46,80 47,60                                                                         | 12,00 14,00 12,00                                                                         | 0,40 0,00 4,00                                                                            | 176,80 52,40 60,80 63,60                                                                  | 8                |
| 4                                                                                         | Neuseeland                                                                                | Andrew Nicholson Nereo Lucy Jackson Kilcoltrim Ambassador Jonathan Paget Bullet Proof                             | 43,60 57,60 50,40 56,20                                                                   | 0,00 4,00 2,00 20,00                                                                      | 0,00 8,40 51,60 ausgeschieden                                                             | 217,60 43,60 70,00 104,00 (1.000,00)                                                      | 7                |
| weitere Platzierungen: Frankreich: 5. Rang Niederlande: 6. Rang Australien: ausgeschieden | weitere Platzierungen: Frankreich: 5. Rang Niederlande: 6. Rang Australien: ausgeschieden | weitere Platzierungen: Frankreich: 5. Rang Niederlande: 6. Rang Australien: ausgeschieden                         | weitere Platzierungen: Frankreich: 5. Rang Niederlande: 6. Rang Australien: ausgeschieden | weitere Platzierungen: Frankreich: 5. Rang Niederlande: 6. Rang Australien: ausgeschieden | weitere Platzierungen: Frankreich: 5. Rang Niederlande: 6. Rang Australien: ausgeschieden | weitere Platzierungen: Frankreich: 5. Rang Niederlande: 6. Rang Australien: ausgeschieden | 6 5 4            |

Einzelwertung CICO 3*
| Rang | Reiter             | Pferd           | Mannschafts- wertung | Minuspunkte | Minuspunkte | Minuspunkte | Minuspunkte |
| Rang | Reiter             | Pferd           | Mannschafts- wertung | Dressur     | Gelände     | Springen    | Gesamt      |
| ---- | ------------------ | --------------- | -------------------- | ----------- | ----------- | ----------- | ----------- |
| 1    | Christopher Burton | Underdiscussion | nein                 | 37,80       | 1,00        | 0,00        | 38,80       |
| 2    | Michael Jung       | Sam FBW         | nein                 | 38,00       | 1,00        | 1,60        | 40,60       |
| 3    | Laura Collett      | Rayef           | ja                   | 30,20       | 6,00        | 4,00        | 40,60       |
| 4    | Sandra Auffarth    | Opgun Louvo     | ja                   | 34,60       | 3,00        | 4,00        | 41,60       |
| 5    | Andrew Nicholson   | Nereo           | ja                   | 43,60       | 0,00        | 0,00        | 43,60       |

Anmerkungen:
1. ↑  3. Platz, da schlechteres Geländeergebnis als Michael Jung

### 5. Prüfung: Italien
Der italienische Nationenpreis der Vielseitigkeitsreiter fand im Jahr 2012 in Montelibretti statt. Das Turnier wurde in den Vorjahren als CIC 3* ausgeschrieben. Zuletzt wurde im Jahr 2008 in Montelibretti eine Nationenpreiswertung durchgeführt, der Alpencup der Alpenstaaten.
Das Turnier fand vom 21. bis 23. September 2012 statt. Der Anteil der Starter, die die Prüfung beendeten, war in dieser Prüfung sehr gering, 11 von 30 Teilnehmer beendeten dei Prüfung. 12 Teilnehmer schieden im Gelände in, vier weitere gaben auf der Geländestrecke auf. In der Mannschaftswertung beendete nur eine Mannschaft die Prüfung vollständig, in der Einzelwertung dominierte Stefano Brecciaroli mit Apollo van de Wendi Kurt Hoeve deutlich.
Mannschaftswertung CICO 3*
| Platz | Land    | Reiter und Pferde | Minuspunkte             | Minuspunkte              | Minuspunkte    | Minuspunkte                             | Wertungs- punkte |
| Platz | Land    | Reiter und Pferde | Dressur                 | Gelände                  | Springen       | Gesamt                                  | Wertungs- punkte |
| ----- | ------- | --- | ----------------------- | ------------------------ | -------------- | --------------------------------------- | ---------------- |
| 1     | Spanien | Maria Pinedo Windsor H Albert Hermoso Farras Hito CP Carlos Díaz Iberon CP Marti Sala Bayes Quidam del Duero                  | 47,60 58,60 56,60 68,80 | 7,20 16,40 12,00 7,60    | 8,00 0,00 8,00 | 214,40 62,80 75,00 76,60 (84,40)        | 11               |
| 2     | Italien | Stefano Brecciaroli Apollo van de Wendi Kurt Hoeve Marco Biasia Tatchou Stefano Fioravanti Nodin d'Orval Mattia Luciani Parko | 30,40 43,20 51,60 54,60 | 1,20 9,60 ausgeschieden  | 0,00 16,00 —   | 1100,40 31,60 68,80 1.000,00 (1.000,00) | 9                |
| 3     | Schweiz | Heinz Scheller Autumn's Crystal Jrina Giesswein Thunder III Esther Andres Schwalbenprinz Michele Moor Ayman                   | 55,20 46,80 43,60 67,20 | ausgeschieden aufgegeben | —              | 3.000,00 1.000,00 (1.000,00)            | 8                |

Einzelwertung CICO 3*
| Rang | Reiter                | Pferd                          | Mannschafts- wertung | Minuspunkte | Minuspunkte | Minuspunkte | Minuspunkte |
| Rang | Reiter                | Pferd                          | Mannschafts- wertung | Dressur     | Gelände     | Springen    | Gesamt      |
| ---- | --------------------- | ------------------------------ | -------------------- | ----------- | ----------- | ----------- | ----------- |
| 1    | Stefano Brecciaroli   | Apollo van de Wendi Kurt Hoeve | ja                   | 30,40       | 1,20        | 0,00        | 31,60       |
| 2    | Maria Pinedo          | Windsor H                      | ja                   | 47,60       | 7,20        | 8,00        | 62,80       |
| 3    | Marco Biasia          | Tatchou                        | ja                   | 43,20       | 9,60        | 16,00       | 68,80       |
| 4    | Giovanni Ugolotti     | Oplitas                        | nein                 | 56,40       | 4,80        | 12,00       | 73,20       |
| 5    | Albert Hermoso Farras | Hito CP                        | ja                   | 58,60       | 16,40       | 0,00        | 75,00       |

### 6. Prüfung: Niederlande
Den Abschluss der Turnierserie bildete Military Boekelo, das Nationenpreisturnier der Niederlande. Bereits seit Jahren wird hier, zum Ende der grünen Saison, eine Nationenwertung im Rahmen des CCI 3* durchgeführt. Im Jahr 2012 ist das Turnier auch offiziell als CCIO 3*-Nationenpreisturnier ausgeschrieben. Das Turnier wurde vom 10. bis 14. Oktober 2012 durchgeführt.
Die deutsche Mannschaft gewann auch die Mannschaftswertung in Boekelo – zum fünften Mal in Folge. In der Einzelwertung, in der deutlich über 100 Starter am Start waren, dominierte erneut über weitere Teil der Prüfung Einzel-Olympiasieger Michael Jung. Mit seinem achtjährigen Nachwuchspferd Halunke FBW lag er von der Dressur bis zum Beginn der Springprüfung in Führung. Im Springen musste er jedoch acht Minuspunkte verzeichnen und verlor damit den Sieg an Andrew Nicholson, der ebenfalls mit einem erst neunjährigen Nachwuchspferd am Start war.
Mannschaftswertung CCIO 3*
| Platz | Land | Reiter und Pferde | Minuspunkte | Minuspunkte | Minuspunkte | Minuspunkte | Wertungs- punkte |
| Platz | Land | Reiter und Pferde | Dressur | Gelände | Springen | Gesamt | Wertungs- punkte |
| --- | --- | --- | --- | --- | --- | --- | ---------------- |
| 1 | Deutschland | Michael Jung Halunke FBW Bettina Hoy Designer Julia Krajewski London-Return OLD Ingrid Klimke FRH Escada JS                                                                            | 32,00 47,60 45,00 64,20 | 0,00 5,60 6,80 0,00 | 8,00 0,00 4,00 0,00 | 149,00 40,00 53,20 55,80 (64,20) | 11               |
| 2 | Neuseeland | Andrew Nicholson Quimbo Mark Todd Leonidas II Megan Heath St. Daniel Tim Price Wesko                                                                                                   | 36,40 52,40 54,20 41,60 | 2,40 0,80 0,40 ausgeschieden | 0,00 5,00 4,00 — | 130,40 38,80 58,20 58,60 (1.000,00) | 9                |
| 3 | Frankreich | Nicolas Touzaint Princesse Pilot Donatien Schauly Pivoine des Touches Eddy Sans Phosphore de l'Hocre Mathieu Lemoine Petrus de la Triballe                                             | 37,80 49,20 45,40 53,20 | 5,60 0,80 20,40 2,40 | 0,00 8,00 nicht gestartet | 175,20 43,40 58,00 73,80 (1000,00) | 8                |
| 4 | Niederlande | Elaine Pen Vira Tim Lips Keyflow Andrew Heffernan Corolla Alice Naber-Lozeman Peter Parker                                                                                             | 46,00 50,80 47,80 60,40 | 5,60 4,40 2,00 4,40 | 0,00 8,00 16,00 12,00 | 180,60 51,60 63,20 65,80 (76,80) | 7                |
| weitere Platzierungen: Großbritannien: 5. Rang Vereinigte Staaten: 6. Rang Irland: 7. Rang Italien: 8. Rang Schweden: 9. Rang Australien: 10. Rang Belgien: 11. Rang Schweiz: 12. Rang | weitere Platzierungen: Großbritannien: 5. Rang Vereinigte Staaten: 6. Rang Irland: 7. Rang Italien: 8. Rang Schweden: 9. Rang Australien: 10. Rang Belgien: 11. Rang Schweiz: 12. Rang | weitere Platzierungen: Großbritannien: 5. Rang Vereinigte Staaten: 6. Rang Irland: 7. Rang Italien: 8. Rang Schweden: 9. Rang Australien: 10. Rang Belgien: 11. Rang Schweiz: 12. Rang | weitere Platzierungen: Großbritannien: 5. Rang Vereinigte Staaten: 6. Rang Irland: 7. Rang Italien: 8. Rang Schweden: 9. Rang Australien: 10. Rang Belgien: 11. Rang Schweiz: 12. Rang | weitere Platzierungen: Großbritannien: 5. Rang Vereinigte Staaten: 6. Rang Irland: 7. Rang Italien: 8. Rang Schweden: 9. Rang Australien: 10. Rang Belgien: 11. Rang Schweiz: 12. Rang | weitere Platzierungen: Großbritannien: 5. Rang Vereinigte Staaten: 6. Rang Irland: 7. Rang Italien: 8. Rang Schweden: 9. Rang Australien: 10. Rang Belgien: 11. Rang Schweiz: 12. Rang | weitere Platzierungen: Großbritannien: 5. Rang Vereinigte Staaten: 6. Rang Irland: 7. Rang Italien: 8. Rang Schweden: 9. Rang Australien: 10. Rang Belgien: 11. Rang Schweiz: 12. Rang | 6 5 4 3 2 0      |

Einzelwertung CCIO 3*
| Rang | Reiter           | Pferd           | Mannschafts- wertung | Minuspunkte | Minuspunkte | Minuspunkte | Minuspunkte |
| Rang | Reiter           | Pferd           | Mannschafts- wertung | Dressur     | Springen    | Gelände     | Gesamt      |
| ---- | ---------------- | --------------- | -------------------- | ----------- | ----------- | ----------- | ----------- |
| 1    | Andrew Nicholson | Quimbo          | ja                   | 36,40       | 2,40        | 0,00        | 38,80       |
| 2    | Michael Jung     | Halunke FBW     | ja                   | 32,00       | 0,00        | 8,00        | 40,00       |
| 3    | Nicolas Touzaint | Princesse Pilot | ja                   | 37,80       | 5,60        | 0,00        | 43,40       |
| 4    | Ingrid Klimke    | Tabasco         | nein                 | 43,60       | 0,00        | 0,00        | 43,60       |
| 5    | Kenki Satō       | Toy Boy         | nein                 | 47,20       | 2,80        | 0,00        | 50,00       |

## Gesamtwertung
|    |                    | FRA | GBR | POL | DEU | ITA | NED | Wertungs- punkte |
| -- | ------------------ | --- | --- | --- | --- | --- | --- | ---------------- |
| 1  | Deutschland        | 11  | 8   | 11  | 11  | —   | 11  | 52               |
| 2  | Niederlande        | 9   | —   | 7   | 5   | —   | 7   | 28               |
| 3  | Frankreich         | 8   | 6   | —   | 6   | —   | 8   | 28               |
| 4  | Spanien            | 7   | 4   | 6   | —   | 11  | —   | 28               |
| 5  | Großbritannien     | 0   | 11  | —   | 9   | —   | 6   | 26               |
| 6  | Neuseeland         | —   | 7   | —   | 7   | —   | 9   | 23               |
| 7  | Schweden           | —   | —   | 8   | 8   | —   | 2   | 18               |
| 8  | Schweiz            | —   | —   | 9   | —   | 8   | 0   | 17               |
| 9  | Australien         | 0   | 9   | —   | 4   | —   | 0   | 13               |
| 10 | Italien            | —   | —   | —   | —   | 9   | 3   | 12               |
| 11 | Polen              | —   | —   | 5   | —   | —   | —   | 5                |
| 12 | Brasilien          | —   | 5   | —   | —   | —   | —   | 5                |
| 13 | Vereinigte Staaten | —   | —   | —   | —   | —   | 5   | 5                |
| 14 | Irland             | —   | —   | —   | —   | —   | 4   | 4                |
| 15 | Belgien            | —   | —   | —   | —   | —   | 0   | 0                |

Anmerkungen zur Gesamtwertung:
1. 1 2 3  Da die Mannschaften auf den Plätzen zwei bis vier punktgleich waren, wurde anhand der Einzelplatzierungen der Mannschaftsreiter (ohne Streichergebnis) die Mannschaftsreitenfolge ermittelt. Hierbei zählten pro Mannschaft alle vier Prüfungen, an denen sie teilgenommen hat.
2. 1 2 3  Da die Mannschaften auf den Plätzen elf bis dreizehn punktgleich waren, wurde anhand der Einzelplatzierungen der Mannschaftsreiter (ohne Streichergebnis) die Mannschaftsreitenfolge ermittelt. Hierbei zählte pro Mannschaft das Turnier, an dem sie teilgenommen hat.